# Сетевой подход в маркетинге
Сетевой подход в маркетинге основан на маркетинге взаимоотношений. Получил наибольшее теоретическое развитие в рамках промышленного маркетинга.
Сетевой подход был разработан группой исследователей, занимавшихся проблемами систем распределения, процессов интернационализации промышленных компаний и маркетингового взаимодействия между организациями. Появление теории обязано проведению в середине 70-х годов в университете Уппсалы (Швеция) маркетингового исследования функционирования бизнес-рынков, продолжившегося впоследствии в Европе.
Сетевой подход базируется на идее о том, что любая организация функционирует в пределах какой-то определённой сети, состоящей из, как правило, небольшого числа поставщиков, покупателей и других контрагентов, называемых субъектами сети. Данные субъекты взаимодействуют друг с другом, образуя между собой сеть долгосрочных взаимоотношений и взаимозависимостей, что позволяет им контролировать и получать доступ к ресурсам друг друга.
Отличие сетевого подхода от классического заключается в том, что он опирается на понятие доверия, а не оппортунизма. То есть способность и желание субъектов доверять друг другу позволяет им снизить транзакционные издержки, связанные с необходимостью раскрывать оппортунистические устремления конкурентов, как это предполагают классические подходы.
Конкуренция в сетевом подходе также предстает в несколько ином виде — в виде борьбы за ресурсы в пределах сети. Поэтому одной из важнейших категорий в теории сетей выступает понятие сетевой позиции, которая неразрывно связана с процессом стратегического анализа. Стратегия в данном случае будет выстраиваться в соответствии с желанием того или иного субъекта изменить, защитить, заполучить или избавиться от какой-либо сетевой позиции.
Что касается стратегического анализа в сетевой теории, то здесь необходимо отметить тот факт, что сетевой подход отвергает традиционное планирование в том виде, в каком мы привыкли его видеть в классической теории, когда организация сначала изучает условия существования, а затем разрабатывает и осуществляет конкретный план действий. Сетевой подход предполагает, что организация в процессе ежедневного взаимодействия с себе подобными субъектами анализирует то, что происходит, и, исходя из этого, корректирует свои действия.